# Trois Pitons (St. Lucia)
Trois Pitons ist ein Ort im Quarter (Distrikt) Castries im Herzen des Inselstaates St. Lucia in der Karibik. 

## Geographie
Der Ort liegt zusammen mit dem Ortsteil Bocage am Südhang des Mount du Chazeau mit seinen drei charakteristischen Gipfeln oberhalb des Tales des Cul de Sac. Der Ort liegt im Hinterland der Hauptstadt Castries. Im Umkreis liegen die Orte Four Roads Junction (Quatre Chemins, NO), Ti Rocher (N), Guesneau und Dubrassay.

## Klima
Nach dem Köppen-Geiger-System zeichnet sich Trois Pitons durch ein tropisches Klima mit der Kurzbezeichnung Af aus.